# Riu Miera
El riu Miera és un riu del nord d'Espanya, a la regió Cantàbrica, que flueix per la Comunitat Autònoma de Cantabria i desemboca en el Mar Cantàbric a través de la ria de Cubas. Travessa tota la vall de Miera a la qual dona nom.
 És probable que el seu nom derivi de Magrada o Mégrada citat per Pomponi Mela al segle i.

## Característiques
De recorregut curt, el caràcter torrencial de la seva capçalera exerceix una important erosió en una zona d'origen glaciar amb pendents pronunciades. El volum d'aigua pateix importants crescudes (pics) i caigudes (valls), fruit de la gran desforestació exercida sobre els boscos de la capçalera de la vall antigament per aconseguir carbó vegetal, fonamentalment per abastir els alts forns de la Real Fábrica de Artillería de La Cavada dedicats a la fabricació d'artilleria, i posteriorment per la praticultura ocasionada en els segles XIX i XX. Aquests dos elements han facilitat l'erosió del riu a la vall i a les seves vessants, sobretot a la capçalera. L'absència de massa forestal ha propiciat que, durant les crescudes, la vegetació no retingui l'aigua, cosa que provoca l'arrossegament de sediments en suspensió, a això és degut el color tèrbol de les seves aigües -principalment durant els períodes de fortes precipitacions- i causants de l'acumulació accelerada de sediments, igualment com el rentat del mineral de ferro extret de les antigues mines de Peña Cabarga, de la Badia de Santander. (El riu Miera és la principal aportació d'aigua dolça a la badia).
L'Alt Miera recull les aigües de les zones altes de la regió Cantàbrica, a partir de la cara nord del Castro Valnera, i dels tàlvegs laterals de morfologia glaciar. Una mica més avall, i sobretot a la vall mitjana, que coincideix en bona part amb el municipi de Miera, es troba encaixonat entre els massissos càrstics i els contraforts del Porracolina, a l'est, i Las Enguizas, per l'oest, ambdues pertanyents a la fàcies urgoniana (cretàcia).
Les principals aportacions hídriques al riu Miera en aquest tram mitjà procedeixen d'importants corrents subterrànees que surten en general a la superfície de la valle.
El curs baix del riu recorre les planes costaneres, amb turons més suaus i planes formades per al·luvions que el mateix riu ha anat deixant des del Terciari.
- Naixement: Portillo de Lunada (1.350 metres) a San Roque de Riomiera i Soba.
- Desembocadura: Ria de Cubas a Marina de Cudeyo i Ribamontán al Mar.
- Principals afluents: Carcabal, Aguanaz, Anaz, Revilla (o Covadal) i Pontones.
- Aportació annual: 301 hm³